# Gutu (Distrikt)
Der  Gutu (Rural) Distrikt ist einer von 9 Distrikten in der Provinz Masvingo in Simbabwe. Er hat 208.149 Einwohner (2022). Sitz seiner Verwaltung ist die Kleinstadt Gutu.

## Geografie
Der Distrikt liegt im Norden von Masvingo und hat eine Fläche von 7054 km². Der Distrikts ist in 41 Wards unterteilt. Die Höhe des Distrikts liegt bei etwa 1450 m über dem Meeresspiegel im Norden und fällt Richtung Süden auf etwa 1000 m ab.
Im Süden grenzt er an die Distrikte Bikita und Masvingo, im Westen an Chirumhanzu in der Provinz Midlands, im Norden an Chikomba in der Provinz Mashonaland East und im Osten an Buhera in der Provinz Manicaland.

## Wirtschaft
Gutu ist reich an natürlichen Ressourcen, darunter Smaragd, Gold und Tantalit, sowie fruchtbarem Ackerland für den Anbau von Feldfrüchten und Viehzucht. Dies begünstigt die Leichtindustrie. Ebenso macht es Gutu zu einem wichtigen Handels-, Wohn- und Bildungszentrum. Die Landschaften, eine reiche Tierwelt, gut erhaltene antike Ruinen (Kubiku) und große Staudämme begünstigen den Tourismus.
Der Distrikt hat ein hohes Armutsniveau. Die meisten Haushalte verfügen nur über begrenzten Zugang zu Beschäftigungsmöglichkeiten, Wohnraum, Nahrungsmitteln und Gesundheitsversorgung. Gutu ist weitgehend von Aktivitäten des informellen Sektors abhängig.

## Infrastruktur
Der Distrikt ist über Straßen- und Schienenverkehr gut zu den wichtigsten städtischen Zentren des Landes sowie zu den Nachbarländern Südafrika, Botswana, Sambia und Mosambik angebunden. Gutu verfügt über 124 Grundschulen und 74 weiterführende Schulen. Es wurde mit dem Bau von acht weiteren Kliniken im Distrikt begonnen, um die Gesundheitseinrichtungen zu fördern, beispielsweise die Muchekayaora-Klinik (2024).